# Astragalus angustifolius
Astragalus angustifolius es una  especie de planta herbácea perteneciente a la familia de las leguminosas. Se encuentra en Eurasia.

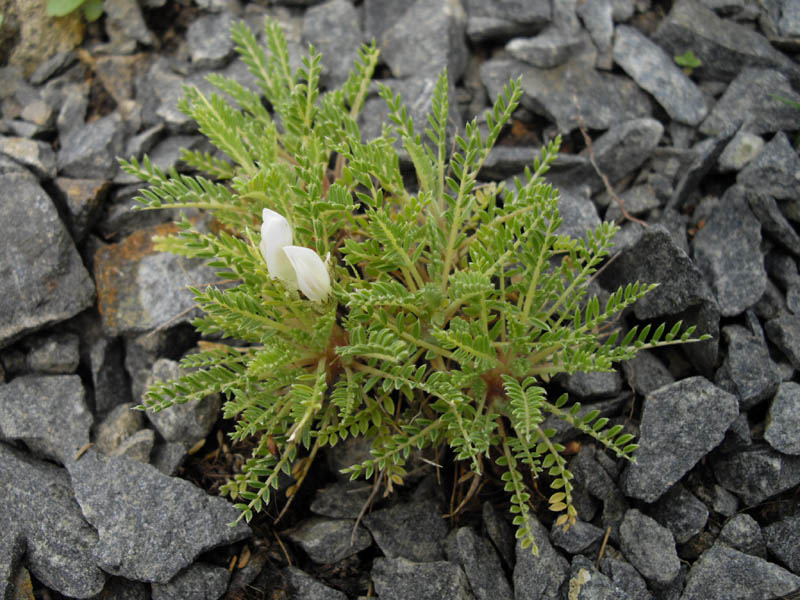
En su hábitat

## Distribución
Es una planta herbácea que se encuentra en Europa en Albania, Bulgaria, Creta, la antigua Yugoslavia y Grecia. Oriente Medio en Chipre, Egeo oriental, el Líbano, Siria y Turquía,

## Taxonomía
Astragalus angustifolius fue descrita por Jean-Baptiste Lamarck y publicado en Encyclopédie Méthodique, Botanique 1(1): 321, en el año 1783.
Etimología
Astragalus: nombre genérico derivado del griego clásico άστράγαλος y luego del Latín astrăgălus aplicado ya en la antigüedad, entre otras cosas, a algunas plantas de la familia Fabaceae, debido a la forma cúbica de sus semillas parecidas a un hueso del pie.
angustifolius: epíteto latino que significa "con j¡hojas estrechas".
Sinonimia
- Astragalus angustifolius var. glabrescens Boiss.
- Astragalus angustifolius var. violaceus Boiss.
- Astragalus echinoides L'Hér.
- Astragalus echioides Willd.
- Astragalus erinaceus C.Presl
- Astragalus leucophyllus Willd.
- Astragalus olympicus Pall.
- Astragalus retusus Willd.
- Astragalus taygeteus Jim.Perss. & Strid[5]